# WIR Bank
Die Bank Wir ist eine gesamtschweizerische Genossenschaftsbank mit neun Filialen, die aus der Selbsthilfeorganisation Wir Wirtschaftsring-Genossenschaft hervorging. Seit 2020 nennt sich die Genossenschaftsbank im öffentlichen Auftritt selbst Bank Wir, wobei der rechtliche Name weiterhin WIR Bank Genossenschaft lautet.

## Geschichte
Die Wirtschaftsring-Genossenschaft wurde 1934 von Werner Zimmermann und 15 weiteren Personen gegründet. Die Idee geht auf die dänische J.A.K.-Genossenschaft (die sogenannte «Afregningscentralen») zurück, ein ähnliches bargeldloses Verrechnungssystem, welches ebenfalls 1934 initiiert wurde. Zimmermann und das Gründungsmitglied Paul Enz schauten sich dieses dänische System 1934 während zwei Studienreisen vor Ort an. 1936 erhielt sie den Bankenstatus.
Während der Weltwirtschaftskrise und der damit verbundenen knappen Liquidität horteten Unternehmen ihr Geld, anstatt es zu investieren, was die Knappheit der Geldmenge verstärkte. Mit der Gründung der Wirtschaftsring-Genossenschaft reagierten Gewerbetreibende auf diese Krise mit dieser Selbsthilfe-Initiative. Um etwas gegen die Geldhortung zu unternehmen, wurde die Komplementärwährung WIR geschaffen. Der Wert des WIR ist an den Schweizer Franken gebunden (1 WIR = 1 CHF). Ein Hauptmerkmal ist die Zinsfreiheit. Als ein Anreiz, das Geld schnell wieder auszugeben und unter den Teilnehmern – kleine und mittlere Unternehmen (KMU) in der Schweiz – für Umsatz zu sorgen, werden die Guthaben auf den Konten nicht verzinst. In den Anfangszeiten wurde auf den Guthaben nicht nur kein Zins bezahlt, sondern eine Rückhaltegebühr verlangt. Diese sollte den Anreiz noch zusätzlich verstärken, das Geld schnell wieder in Umlauf zu bringen. Während die Umlaufsicherung 1948 aufgegeben wurde, wird das Wir-Guthaben noch heute nicht verzinst.

## Einstieg ins Schweizerfranken-Geschäft und Öffnung für Nichtmitglieder
Im Jahr 1997 begann die schrittweise Erweiterung der Wir Bank in das Schweizerfranken-Geschäft, gefolgt von einer Umbenennung in Wir Bank Genossenschaft im Jahr 1998. Sie führte konventionelle Bankdienstleistungen ein und öffnete sich im Jahr 2000 für das breite Publikum. Seitdem sind Anlage- und Vorsorgeprodukte sowie inländische Zahlungsverkehrsdienstleistungen auch für Kunden ohne direkten Bezug zum Wir-Verrechnungssystem verfügbar.
Kundengelder dienen der Bank als wichtige Refinanzierungsquelle für CHF-Kredite, die sowohl KMU als auch Privatkunden zur Verfügung stehen. Seit 2005 bietet die Bank unter bestimmten Bedingungen kombinierte Gesamtfinanzierungen aus WIR- und CHF-Krediten auch für Neubauten, Umbauten und Renovationen für Privatkunden an.
Eine 2022 bei der Generalversammlung beschlossene Statutenänderung führte zur Öffnung der Mitglieder- und Kapitalstruktur der Genossenschaft. Nun können alle Kunden der Bank Wir-Genossenschafter werden, indem sie einen Anteilschein erwerben. Diese Änderung spiegelt eine breitere Basis von Genossenschaftern wider und repräsentiert besser die aktuelle Kundenstruktur der Bank.

## Zahlen
Per Mitte 2023 wies die Bank Wir eine Bilanzsumme von 6,3 Milliarden Franken aus. Die Kundeneinlagen in CHF und WIR betrugen 4,4 Milliarden Franken, die Kundenausleihungen lagen bei 4,6 Milliarden Franken. Daraus resultierte ein Gewinn von rund 11 Millionen Franken.
Im Jahr 1993, am Kulminationspunkt, wurden ca. 2,5 Milliarden Wir-Franken umgesetzt, im Jahr 2016 noch ca. 1,3 Milliarden Wir-Franken, im Jahr 2018 dürfte der Umsatz unter 1 Milliarden Wir-Franken liegen. 2021 gab es 28'000 Kunden, wovon 26'000 im Wir-Netzwerk mitmachen.

## Verhältnis zur Freigeld-Theorie
Das Wir-System ist ein Komplementärgeldsystem, das nach Hugo Godschalk wichtige Unterschiede zu Silvio Gesells Freigeldsystem aufweist: Es handelt sich um Privatgeld, nicht um Staatsgeld, es ist kein Schwundgeld und kein Bargeld, sondern Giralgeld. Einzige Gemeinsamkeit ist die Zinskritik und die Zinslosigkeit, die allerdings nicht nur von der Freigeldtheorie vertreten wurde. Das ursprüngliche Wir-System hat mehr Ähnlichkeit mit den Bankprogrammen Gottfried Feders, Otto Dickels und Ludwig Herpels.

## Das Wir-Verrechnungssystem
Das Wir-System stellt mit dem Wir-Geld im Teilnehmerkreis gebundene Kaufkraft dar. Gemäss den Statuten bezweckt es, die angeschlossenen Teilnehmer zu fördern, ihre Kaufkraft durch das Wir-System einander dienstbar zu machen und in den eigenen Reihen zu halten, um damit den Teilnehmern zusätzlichen Umsatz zu verschaffen.
Das Wir-Verrechnungssystem funktioniert als bargeldloser Zahlungsverkehr unter den Wir-Teilnehmern. Guthaben und Belastungen auf den Konten der Teilnehmer werden am Hauptsitz der Bank WIR in Basel verbucht. Mit einer eigenen Debitkarte, die vor allem in der Gastronomie und im Detailhandel zum Einsatz kommt, tätigen die Kunden reine Wir-Zahlungen, kombinierte WIR-/CHF-Zahlungen und reine CHF-Zahlungen. Zahlungen in WIR und CHF können zudem seit Mitte 2008 mittels Internet-Banking ausgeführt werden. 2016 folgte eine eigene Bezahl-App, 2022 eine Mobile-Banking-App.
Jeder Wir-Teilnehmer legt seinen individuellen Wir-Annahmesatz fest, den Prozentsatz zwischen 0 und 100 Prozent, zu welchem er Zahlungen in WIR entgegennehmen will. Dabei wird ein Wir-Franken einem Schweizer Franken gleichgesetzt.
Potenzielle Wir-Geschäftspartner sind auf dem elektronischen WIRmarket (Weblösung sowie App für iPhone und Android) und in der Print-Publikationen «WIRinfo» zu finden. Ausserdem wird in der Schweiz jährlich eine Wir-Verkaufsmesse in Wil SG durchgeführt, an der die Wir-Teilnehmer als Aussteller und Kunden auftreten.
Der Wir-Franken erhielt 2004 den dreistelligen Buchstabencode CHW nach ISO 4217 in Entsprechung zur Landeswährung CHF (Schweizer Franken). An Laden- oder Hoteleingängen in der Schweiz wird mit dem Wir-Signet auf die Möglichkeit hingewiesen, die Leistungen ganz oder teilweise in Wir-Geld zu bezahlen.
Nach einer kompletten Modernisierung des Wir-Systems im November 2016 gibt es keine «stillen» (unsichtbaren) Wir-Teilnehmer mehr.

## WIR-Geldschöpfung
Wir-Guthaben werden mittels Krediten von der Bank Wir geschaffen. Die Prüfung (Kreditwürdigkeit/Kreditfähigkeit) des Kreditnehmers und der Sicherheiten erfolgt auch für den Wir-Anteil nach üblichen Richtlinien.
Die Kredite stammen aus direkter, eigener Geldschöpfung der Bank. Die Bank Wir hat im Wir-System eine ähnliche Geldschöpfungsfunktion wie die Schweizerische Nationalbank als Zentralbank der Schweizer Franken. Konten werden häufig entweder im Rahmen eines ersten Geschäftsabschlusses mit Wir-Geld oder eines Kredits eröffnet.
Wir-Guthaben verfügen über keine Deckung durch Schweizer Franken. Die Wir-Kredite werden, je nach Art des Kredites, durch Grundpfandrechte, Bankgarantien, Lebensversicherungen usw. abgesichert. Im Wir-Bereich werden unter anderem Bau-, Hypothekar-, Kontokorrent- und Investitionskredite angeboten.
Der Bank Wir entstehen aus ihrer Wir-Geldschöpfung keine Kredit- bzw. Refinanzierungskosten. Sie selbst muss für die vergebenen Kredite also keine Zinsen aufbringen. Genau aus diesem Grund kann sie ihre Kredite gegen besonders niedrige Zinssätze zur Verfügung stellen.

## Kritik und Graumarkt
Die Einführung von Negativzinsen im Jahr 2015 hat dazu geführt, dass zwischen der Wir-Bank und anderen Banken kein signifikanter Zinsunterschied mehr besteht, insofern hat das Wir-System an Attraktivität verloren.
Gemäss SRF 2017 gilt das Wir-System als dysfunktional. Die Zahl der (Neu-)Mitglieder, die sich an diesem System beteiligen, sinkt. Wer Wir-Geld nimmt, wird es mangels Abnehmer immer schwerer los Das hat zur Folge, dass der Wir-Franken auf dem Graumarkt unter dem Wert eines Schweizer Franken bewertet und verkauft wird, obwohl ein Wir-Franken einem Schweizer Franken gleichgesetzt wäre. Im Jahr 2017 wurden für 100 Wir-Franken rund 65 CHF bezahlt, im Jahr 2018 wurden noch 60 bis 63 CHF bezahlt. Gemäss den allgemeinen Geschäftsbedingungen ist der Umtausch auf dem Graumarkt den Wir-Teilnehmern nicht erlaubt, doch steht dem ein Urteil des Bundesgerichtes gegenüber, welches gegenteiliges besagt. Auch wird Kunden, die mit Wir-Geld bezahlen wollen, teilweise ein höherer Kaufpreis in Rechnung gestellt als Kunden, die nur mit CHF bezahlen.
Revisoren akzeptieren auch nicht unbedingt eine Gleichsetzung, was Auswirkungen auf die Bilanz haben kann. Wir-Gelder gelten zudem, so eine Aussage seitens des PwC, nicht als Bargeld, sondern als Forderung.
Bis 2017 war es den Teilnehmern freigestellt, Wir-Geld nach Gutdünken anzunehmen, seitdem ist es verpflichtend, zudem wurden seither alle Unternehmen, die Wir-Gelder annehmen bzw. seit der Neuregelung annehmen müssen, öffentlich aufgelistet, samt ihrer Annahmebeträge (3 % bis 100 %). Die Intention war, die Akzeptanz von Wir-Geld zu fördern, was durch das neue Wissen, wer Wir-Geld annimmt, durchaus gelungen ist, jedoch führte diese Neuregelung auch zu vielen Kündigungen.
Der Ausstieg ist nicht einfach: Die Folge ist, dass Kunden, die sich von ihrem Wir-Geld trennen wollen, zu Mitbewerbern abwandern, die Wir-Geld akzeptieren. Dennoch kündigten grosse Unternehmen wie Amag oder Feldschlösschen ihren Vertrag.
Das Netzwerk funktioniert nur im Binnenmarkt.